# Stéphanie Suenens
Stéphanie Suenens, née le 31 juillet 1991, est une footballeuse belge.

## Palmarès
- Vainqueur de la Coupe de Belgique en 2013